# Borivali

Übersichtskarte von Mumbai

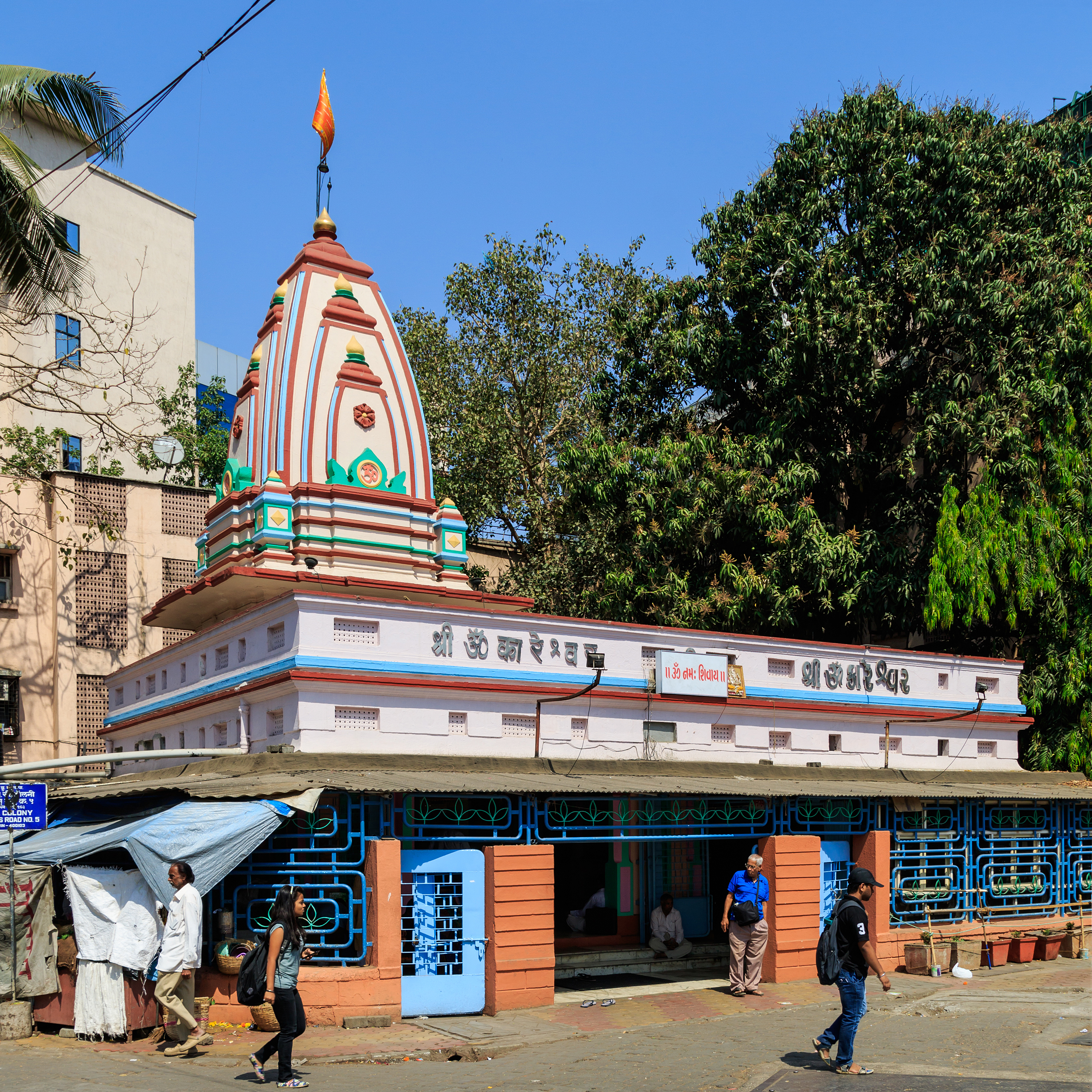
Ein Hindu-Tempel in Borivali

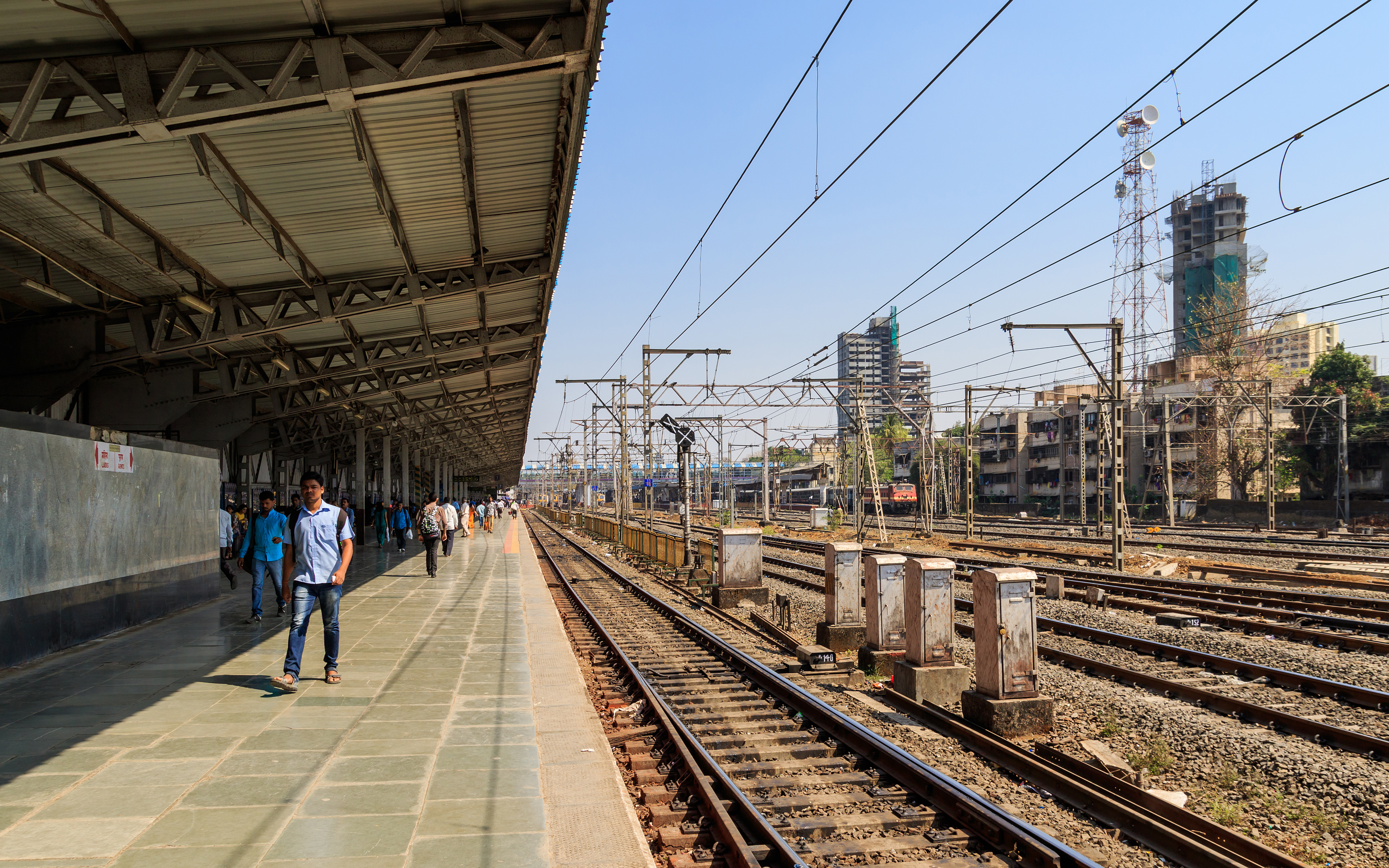
Borivali Railway Station

Borivali (manchmal auch Borivili oder Borivli) ist ein etwa 50 km² großer und rund 800.000 Einwohner zählender Stadtbezirk von Mumbai, der Hauptstadt des indischen Bundesstaats Maharashtra.

## Lage
Borivali liegt auf der Insel Salsette in einer Höhe von ca. 0 bis 25 m ca. 35 km nördlich von Mumbai. Südlich schließen sich die Stadtbezirke Goregaon und Andheri sowie der Internationale Flughafen (Chhatrapati Shivaji International Airport) von Mumbai an; östlich befindet sich das große Waldgebiet des Sanjay-Gandhi-Nationalparks. Borivali ist am schnellsten (Fahrzeit ca. 35 min) mit der vom Bahnhof Churchgate aus operierenden Western Line oder vom Chhatrapati Shivaji Terminus (ehemals Victoria Terminus) mit den ca. alle 10 min verkehrenden Vorortzügen zu erreichen. Die Bahnstrecke teilt Borivali in zwei Teile – Borivali-West und Borivali-East.

## Bevölkerung und Wirtschaft
Viele Einwohner Borivalis arbeiten oder studieren im Zentrum der Megastadt Mumbai und sind somit morgens und abends als Pendler unterwegs. Neben Hindus und Moslems gibt es Minderheiten anderer Religionsgemeinschaften wie Sikhs, Buddhisten, Parsen, Christen etc., wobei der in Borivali gelegene Stadtteil I.C. Colony den höchsten Bevölkerungsanteil von Christen in ganz Mumbai aufweist. Die Filmindustrie spielt eine nicht unbedeutende Rolle im Wirtschaftsleben des Stadtteils.

## Geschichte
Die Küste der ehemals stark bewaldeten Region war in Teilen schon vor ca. 3000 Jahren besiedelt; vor ca. 2000 bzw. 1500 Jahren entstanden im Hinterland die buddhistischen Kanheri-Höhlen und die hinduistischen Mandapeshwar-Höhlen. Im 14. und 15. Jahrhundert stand die Region als Außenposten des Sultanats von Gujarat unter islamischem Einfluss; im 16. Jahrhundert kamen die Portugiesen. Seit dem 19. Jahrhundert entwickelte sich Bombay unter britischer Dominanz zu einer stark wachsenden Hafenstadt und Wirtschaftsmetropole; die über Eisenbahnlinien angebundenen nördlichen Vororte wuchsen im 20. Jahrhundert mit.